# مانويل غارسيا (موسيقي)
مانويل غارسيا (بالإسبانية: Manuel del Pópulo Vicente García)‏ هو مغني أوبرا وموسيقي ومغني ومنتج أسطوانات وملحن إسباني، ولد في 22 يناير 1775 في إشبيلية في إسبانيا، وتوفي في 9 يونيو 1832 في باريس في فرنسا.

## وصلات خارجية
- مانويل غارسيا على موقع الموسوعة البريطانية (الإنجليزية)
- مانويل غارسيا على موقع ميوزك برينز (الإنجليزية)
- مانويل غارسيا على موقع ديسكوغز (الإنجليزية)